# Волков, Анатолий Филиппович
Анатолий Филиппович Волков (род. 1 февраля или 8 марта 1948) — советский и российский теннисист и теннисный тренер, мастер спорта международного класса (1970) и заслуженный тренер СССР (1991). Двукратный чемпион СССР в мужском парном разряде, чемпион Европы среди любителей в мужском и смешанном парном разряде, капитан команд СССР и России в Кубке Федерации.

## Спортивная карьера
Игровая карьера
Анатолий Волков начал играть в теннис в семь лет, с 1955 года выступал за детское спортобщество «Спартак». В 1965 году выиграл чемпионат СССР среди юношей в парном разряде и на следующий год в составе молодёжной сборной СССР вышел в финал «Кубка Галеа» — командного юношеского первенства Европы.
На взрослом уровне Волков был трёхкратным победителем Спартакиад народов СССР в составе сборной команды Москвы и трёхкратным обладателем Кубка СССР в составе команды ЦСКА, за которую выступал с 1970 по 1981 год. Волков — чемпион СССР в мужском парном разряде 1969 и 1978 годов (соответственно с Сергеем Лихачёвым и Константином Пугаевым), четырёхкратный финалист чемпионатов СССР в мужских и смешанных парах, 14-кратный чемпион Москвы в разных разрядах (в том числе шесь раз в одиночном) и неоднократный победитель чемпионатов ВЦСПС, Всесоюзных зимних соревнований, зимнего и летнего Московских международных турниров и Спартакиад дружественных армий в разных разрядах.
Волков представлял СССР на выставочном олимпийском теннисном турнире в Мехико (1968, проиграл в четвертьфинале будущему победителю Рафаэлю Осуне) и любительских чемпионатах Европы, где завоевал золотые медали в мужских парах в 1969 году и в миксте — в 1979-м. На Универсиаде 1970 года он стал серебряным призёром в паре с Томасом Лейусом, а в 1975 году представлял СССР в матчах Кубка Дэвиса. Волков стал первым советским теннисистом, нанесшим поражение сопернику-профессионалу в открытом международном турнире, в 1968 году взяв верх над Фрэнком Седжменом в рамках Бекнэмского турнира со счётом 4-6, 6-4, 7-5. В 1970 году ему было присвоено звание мастера спорта международного класса. В 2014 году имя Анатолия Волкова было включено в списки Зала российской теннисной славы.

Теннисист и тренер Виктор Янчук вспоминает: 
Анатолий, как и многие мастера его поколения, играл в основном с задней линии. Играл ровно, стабильно, умело выискивая бреши в обороне соперника. Его главный козырь — мощный удар справа, принесший ему немало побед. Ну, а упорства и самоотверженности в игре Толе не занимать. Здесь тягаться с ним на равных могли лишь немногие.
 О вязкой манере игры Волкова и его способности подолгу «качать» мяч с задней линии вспоминает и Шамиль Тарпищев, сыгравший с ним в 1972 году в Ташкенте матч протяжённостью более девяти часов (подробно о нём рассказывает книга Тарпищева «Самый долгий матч»).
Тренерская карьера
Анатолий Волков окончил ГЦОЛИФК и после завершения игровой карьеры занимается тренерской работой. С 1981 по 1988 год тренировал теннисную команду ЦСКА, с 1988 по 1993 год — главный тренер сборных Вооружённых сил СССР, а затем Российской Федерации. В 1983 году под руководством Волкова советская сборная девочек завоевала «Кубок Гельвеции» — юниорский аналог Кубка Федерации, а в 1986 и 1991 годах он занимал пост капитана сборной СССР в Кубке Федерации (в 1992 году — капитан только что созданной сборной России). Среди воспитанниц Волкова — Светлана Чернева (Пархоменко). В 1984 году ему присвоено звание заслуженного тренера РСФСР, а в 1991 году — заслуженного тренера СССР.